# Slowaaks voetbalelftal in 1995
Het Slowaaks voetbalelftal speelde tien interlands in het jaar 1995, het tweede jaar dat het land als zelfstandige staat aantrad in het internationale voetbal na de vreedzame ontmanteling van Tsjecho-Slowakije. De selectie stond onder leiding van bondscoach Jozef Vengloš. Hij stapte op na de 5-0 nederlaag tegen Polen en werd afgelost door Jozef Jankech. Op de in 1993 geïntroduceerde FIFA-wereldranglijst steeg Slowakije in 1995 van de 43ste (januari 1995) naar de 35ste plaats (december 1995).

## Balans
| Wedstrijden | Wedstrijden | Wedstrijden | Wedstrijden | Doelpunten | Doelpunten | Doelpunten | Punten |
| Gespeeld    | Winst       | Gelijk      | Verlies     | Voor       | Tegen      | Saldo      | Punten |
| ----------- | ----------- | ----------- | ----------- | ---------- | ---------- | ---------- | ------ |
| 10          | 5           | 1           | 4           | 13         | 20         | –7         | 1.100  |

## Interlands
|                                                       |                                                                     |       |           | |
| 22 februari Vriendschappelijk № 27 «onderlinge duels» | Brazilië                                                            | 5 – 0 | Slowakije | Estádio Governador Plácido Castelo, Fortaleza Toeschouwers: 87.000 Scheidsrechter: Francisco Dacildo (BRA) |
| 22 februari Vriendschappelijk № 27 «onderlinge duels» | Luciano Souza 45' Bebeto 68' Túlio 77' Márcio Santos 87' Bebeto 90' |       |           | Estádio Governador Plácido Castelo, Fortaleza Toeschouwers: 87.000 Scheidsrechter: Francisco Dacildo (BRA) |

|                                                   |                                       |       |                    |                                                                                        |
| 8 maart Vriendschappelijk № 28 «onderlinge duels» | Slowakije                             | 2 – 1 | Rusland            | Všešportový Areál, Košice Toeschouwers: 10.200 Scheidsrechter: Hans-Jürgen Weber (GER) |
| 8 maart Vriendschappelijk № 28 «onderlinge duels» | Peter Dubovský 26' Peter Dubovský 69' |       | 76' Valeriy Karpin | Všešportový Areál, Košice Toeschouwers: 10.200 Scheidsrechter: Hans-Jürgen Weber (GER) |

|                                                  |                                                                                  |       |                             |                                                                                      |
| 29 maart EK-kwalificatie № 29 «onderlinge duels» | Slowakije                                                                        | 4 – 1 | Azerbeidzjan                | Všešportový Areál, Košice Toeschouwers: 12.450 Scheidsrechter: Vasilis Nikakis (GRE) |
| 29 maart EK-kwalificatie № 29 «onderlinge duels» | Dušan Tittel 35' Jaroslav Timko 40' Peter Dubovský 45' (pen.) Jaroslav Timko 50' |       | 80' (pen.) Nazim Süleymanov | Všešportový Areál, Košice Toeschouwers: 12.450 Scheidsrechter: Vasilis Nikakis (GRE) |

|                                                  |                                                                                   |       |           |                                                                                          |
| 26 april EK-kwalificatie № 30 «onderlinge duels» | Frankrijk                                                                         | 4 – 0 | Slowakije | Stade de la Beaujoire, Nantes Toeschouwers: 23.910 Scheidsrechter: Bernd Heynemann (GER) |
| 26 april EK-kwalificatie № 30 «onderlinge duels» | Ondrej Krištofík 27' (e.d.) David Ginola 42' Laurent Blanc 57' Vincent Guérin 61' |       |           | Stade de la Beaujoire, Nantes Toeschouwers: 23.910 Scheidsrechter: Bernd Heynemann (GER) |

|                                                 |                    |       |                    |                                                                                  |
| 8 mei Vriendschappelijk № 31 «onderlinge duels» | Slowakije          | 1 – 1 | Tsjechië           | Tehelné pole, Bratislava Toeschouwers: 10.000 Scheidsrechter: Leif Sundell (SWE) |
| 8 mei Vriendschappelijk № 31 «onderlinge duels» | Jaroslav Timko 58' |       | 32' Daniel Šmejkal | Tehelné pole, Bratislava Toeschouwers: 10.000 Scheidsrechter: Leif Sundell (SWE) |

|                                                | |       |           |                                                                                   |
| 7 juni EK-kwalificatie № 32 «onderlinge duels» | Polen                                                                                                | 5 – 0 | Slowakije | Stadion Górnika, Zabrze Toeschouwers: 9.315 Scheidsrechter: Robert Sedlacek (AUT) |
| 7 juni EK-kwalificatie № 32 «onderlinge duels» | Andrzej Juskowiak 10' Tomasz Wieszczycki 58' Roman Kosecki 63' Piotr Nowak 69' Andrzej Juskowiak 72' |       |           | Stadion Górnika, Zabrze Toeschouwers: 9.315 Scheidsrechter: Robert Sedlacek (AUT) |

|                                              | |       |           |                                                                                               |
| 22 juni Vriendschappelijk «onderlinge duels» | Argentinië | 6 – 0 | Slowakije | Estadio Malvinas Argentinas, Mendoza Toeschouwers: 25.000 Scheidsrechter: Mario Sánchez (CHL) |
| 22 juni Vriendschappelijk «onderlinge duels» | Marcelo Gallardo 58' Javier Zanetti 61' Gabriel Batistuta 68' Marcelo Gallardo 69' (pen.) Diego Simeone 80' Gabriel Batistuta 89' |       |           | Estadio Malvinas Argentinas, Mendoza Toeschouwers: 25.000 Scheidsrechter: Mario Sánchez (CHL) |

|                                              |                            |       |           |                                                                                 |
| 25 juni Vriendschappelijk «onderlinge duels» | Peru                       | 1 – 0 | Slowakije | Estadio Nacional, Lima Toeschouwers: 10.000 Scheidsrechter: César Cordova (PER) |
| 25 juni Vriendschappelijk «onderlinge duels» | Nolberto Solano 59' (pen.) |       |           | Estadio Nacional, Lima Toeschouwers: 10.000 Scheidsrechter: César Cordova (PER) |

|                                                     |              |                   |           |                                                                                         |
| 16 augustus EK-kwalificatie № 33 «onderlinge duels» | Azerbeidzjan | 0 – 1             | Slowakije | Hüseyin Avni Aker Stadyumu, Trabzon Toeschouwers: 200 Scheidsrechter: Alain Hamer (LUX) |
| 16 augustus EK-kwalificatie № 33 «onderlinge duels» |              | 60' Tibor Jančula |           | Hüseyin Avni Aker Stadyumu, Trabzon Toeschouwers: 200 Scheidsrechter: Alain Hamer (LUX) |

|                                                     |                   |       |        |                                                                                   |
| 6 september EK-kwalificatie № 34 «onderlinge duels» | Slowakije         | 1 – 0 | Israël | Všešportový Areál, Košice Toeschouwers: 7.810 Scheidsrechter: Michel Piraux (BEL) |
| 6 september EK-kwalificatie № 34 «onderlinge duels» | Tibor Jančula 54' |       |        | Všešportový Areál, Košice Toeschouwers: 7.810 Scheidsrechter: Michel Piraux (BEL) |

|                                                    |                                                                               |       |                       |                                                                                    |
| 11 oktober EK-kwalificatie № 35 «onderlinge duels» | Slowakije                                                                     | 4 – 1 | Polen                 | Tehelné pole, Bratislava Toeschouwers: 11.653 Scheidsrechter: Jorge Monteiro (POR) |
| 11 oktober EK-kwalificatie № 35 «onderlinge duels» | Peter Dubovský 31' (pen.) Tibor Jančula 68' Marek Ujlaky 77' Július Šimon 82' |       | 20' Andrzej Juskowiak | Tehelné pole, Bratislava Toeschouwers: 11.653 Scheidsrechter: Jorge Monteiro (POR) |

|                                                     |           |                                        |          |                                                                                    |
| 15 november EK-kwalificatie № 36 «onderlinge duels» | Slowakije | 0 – 2                                  | Roemenië | Všešportový Areál, Košice Toeschouwers: 9.676 Scheidsrechter: Jaap Uilenberg (NED) |
| 15 november EK-kwalificatie № 36 «onderlinge duels» |           | 66' Gheorghe Hagi 82' Dorinel Munteanu |          | Všešportový Areál, Košice Toeschouwers: 9.676 Scheidsrechter: Jaap Uilenberg (NED) |

## FIFA-wereldranglijst
| JAN | FEB | MAR | APR | MEI | JUN | JUL | AUG | SEP | OKT | NOV | DEC |
| --- | --- | --- | --- | --- | --- | --- | --- | --- | --- | --- | --- |
| 43  | 44  | 44  | 38  | 39  | 39  | 43  | 40  | 42  | 33  | 35  | 35  |

## Statistieken
| Ladislav Molnár  | 1960-09-12 | Slovan Bratislava     | 8 | 0 | 0 | 14 | 0 |
| Alexander Vencel | 1967-03-02 | RC Strasbourg         | 2 | 0 | 0 | 6  | 0 |
| Verdediging      |            |                       |   |   |   |    |   |
| Vladimír Kinder  | 1969-03-14 | Slovan Bratislava     | 8 | 0 | 0 | 18 | 1 |
| Marián Zeman     | 1974-07-07 | Istanbulspor          | 6 | 0 | 0 | 9  | 0 |
| Igor Bališ       | 1970-01-05 | Spartak Trnava        | 5 | 0 | 0 | 5  | 0 |
| Miloš Glonek     | 1968-09-26 | Stade Malherbe Caen   | 5 | 0 | 0 | 11 | 0 |
| Tomáš Stúpala    | 1966-05-05 | Slovan Bratislava     | 4 | 1 | 0 | 14 | 0 |
| Ivan Kozák       | 1970-06-18 | 1. FC Košice          | 3 | 1 | 0 | 6  | 0 |
| Ladislav Pecko   | 1968-06-27 | Slovan Bratislava     | 3 | 0 | 0 | 3  | 0 |
| Milos Sobona     | 1975-11-25 | Slovan Bratislava     | 1 | 0 | 0 | 1  | 0 |
| Rastislav Kostka | 1972-09-11 | Spartak Trnava        | 0 | 1 | 0 | 1  | 0 |
| Middenveld       |            |                       |   |   |   |    |   |
| Peter Dubovský   | 1972-05-07 | Real Oviedo           | 9 | 0 | 4 | 14 | 7 |
| Dušan Tittel     | 1966-12-17 | Slovan Bratislava     | 8 | 0 | 1 | 14 | 2 |
| Ľubomír Moravčík | 1965-06-22 | AS Saint-Étienne      | 8 | 0 | 3 | 14 | 3 |
| Róbert Tomaschek | 1972-08-25 | Slovan Bratislava     | 7 | 0 | 0 | 15 | 0 |
| Július Šimon     | 1965-07-19 | Spartak Trnava        | 5 | 1 | 1 | 6  | 1 |
| Ondrej Krištofík | 1966-09-10 | Slavia Praag          | 4 | 0 | 0 | 7  | 0 |
| Karol Praženica  | 1970-11-15 | OFI Kreta             | 3 | 2 | 0 | 5  | 0 |
| Vladimír Weiss   | 1964-09-22 | 1. FC Košice          | 3 | 1 | 0 | 12 | 1 |
| Miroslav Karhan  | 1976-06-21 | Spartak Trnava        | 3 | 0 | 0 | 3  | 0 |
| Jozef Juriga     | 1968-00-00 | Slovan Bratislava     | 2 | 1 | 0 | 3  | 0 |
| Jan Solar        | 1964-09-27 | Inter Bratislava      | 1 | 0 | 0 | 3  | 0 |
| Vladislav Zvara  | 1971-12-11 | 1. FC Košice          | 1 | 0 | 0 | 8  | 0 |
| Marek Ujlaky     | 1974-03-26 | Spartak Trnava        | 0 | 3 | 1 | 3  | 1 |
| Ľubomír Faktor   | 1967-03-18 | Slovan Bratislava     | 0 | 2 | 0 | 5  | 1 |
| Marián Bochnovic | 1970-03-03 | Dukla Banská Bystrica | 0 | 1 | 0 | 1  | 0 |
| Aanval           |            |                       |   |   |   |    |   |
| Jaroslav Timko   | 1965-09-28 | Petra Drnovice        | 3 | 1 | 3 | 10 | 4 |
| Tibor Jančula    | 1969-06-16 | Austria Salzburg      | 3 | 1 | 3 | 4  | 3 |
| Marek Penksa     | 1973-08-04 | Grazer AK             | 3 | 1 | 0 | 7  | 0 |
| Ľubomír Luhový   | 1967-03-31 | Inter Bratislava      | 1 | 1 | 0 | 2  | 0 |
| Stefan Rusnák    | 1971-08-07 | Slovan Bratislava     | 1 | 1 | 0 | 7  | 1 |
| Stefan Maixner   | 1968-04-14 | Slovan Bratislava     | 0 | 2 | 0 | 2  | 0 |
| Pavol Gostic     | 1966-03-04 | Inter Bratislava      | 0 | 1 | 0 | 2  | 0 |
| Viliam Hýravý    | 1962-11-26 | MŠK Žilina            | 0 | 1 | 0 | 5  | 1 |
| Róbert Semeník   | 1973-01-13 | 1. FC Košice          | 0 | 1 | 0 | 1  | 0 |